# Aman
L'aman (àrab: أمان, amān, ‘seguretat’, ‘tranquil·litat’, ‘pau’, ‘protecció’, ‘salvaguarda’, ‘garantia’, ‘immunitat’, ‘perdó’, ‘amnistia’) és un terme àrab que, al llarg de la història de l'islam, ha tingut diversos significats, tot i que el més precís, en dret islàmic, és el de salconduit.

## L'amancom a salconduit
En dret islàmic, l'aman és un salconduit o promesa de seguretat mitjançant el qual un harbí (un no musulmà que viu en territori no sotmès a l'islam, conegut com a Dar al-Harb) rep protecció en territori islàmic sobre la seva vida i les seves propietats durant un temps limitat. Qui rep la protecció, anomenat mustamin (àrab: مستأمن, mustaʾmin), un cop acabat el període de protecció (habitualment un any), ha de marxar; altrament, esdevé dhimmí o protegit.
Segons el dret islàmic, qualsevol musulmà adult, sigui home o dona, i fins i tot si és esclau, està qualificat per concedir l'aman a un o uns pocs harbís; tanmateix només l'imam té capacitat per concedir-lo a un grup indeterminat d'individus com ara els habitants d'una ciutat o d'un país o a tots els mercaders. L'aman és independent de la situació de guerra o pau, i es pot donar oralment, fins i tot mitjançant un signe intel·ligible. Permet al mustamin anar, amb les seves propietats, a un lloc segur, on no pugui ser atacat pels musulmans, moment en què l'aman s'esgota, o el protegeix fins que l'aman expiri, normalment durant un any lunar o durant quatre mesos, segons quina sigui l'escola jurídica de qui el concedeix. El mustamin pot decidir romandre en territori islàmic, però aleshores ja amb l'estatus de dhimmí o ‘protegit’. L'aman és automàtic per als membres d'ambaixades, però no per a mercaders o nàufrags, que l'han d'aconseguir. Mentre roman en territori islàmic, la condició del mustamin és assimilada a la d'un dhimmí, especialment en dret civil, tot i que la situació no és clara en dret criminal. Com a institució islàmica, el salconduit concedit per un harbí a un musulmà no s'anomena aman sinó idhn (‘permís’).
Es documenten cartes d'aman des d'època omeia. Les garanties d'aman concedides a un grup sencer més antigues són les contingudes en els tractats entre els administradors musulmans d'Egipte i els nubis i el beja, concedides entre 651 i 652 i 722 i 734, respectivament. Tot i que l'aman es concedeix a no musulmans, el tractadista al-Qalqaixandí recull exemples d'amans concedits per autoritats musulmanes a musulmans, tot i que stricto sensu es tracta de perdons a rebels i són incompatibles amb la llei religiosa. Tanmateix, la importància de l'aman és que permeté el comerç entre els països islàmics i els cristians des del segle xii, de forma que molts mercaders i peregrins l'aconseguiran. Aquest fet ha suggerit que la institució, sobre una base àrab antiga i islàmica, hagi tingut influències del dret romanooriental. De fet, a la pràctica l'aman fou substituït per tractats entre estats (un islàmic, l'altre cristià), fins al punt que alguns tractats són anomenats, en la seva versió àrab, amans; uns tractats que, a la pràctica, concedien als estrangers més seguretat i drets que l'aman originari.

## L'amandel vencedor al vençut
Abans de la formulació de l'aman com a salconduit individual, a l'inici de l'islam, l'aman s'identificà amb l'ahd i la dhimma, en tant que pacte de seguretat concedit pels musulmans vencedors als no musulmans vençuts que se sotmetien, i fins i tot amb el jiwar o pacte de protecció i veïnatge preislàmic. Aquest sentit col·lectiu, tanmateix, amb la consolidació del dret islàmic, caigué en desús per esdevenir un negoci particular entre l'autoritat islàmica pertinent i un individu concret que rebia, a nivell personal, la salvaguarda o aman.

## El «pacte d'aman» o «pacte fonamental» de 1857
El setembre de 1857, sota l'amenaça dels canons d'una esquadra francesa desplegada al port de La Goleta, les potències colonials van imposar al bei de Tunis, Muhàmmad Bay, la signatura d'un tractat conegut com Pacte de seguretat o Pacte fonamental (àrab: عهد الأمان, ʿAhd al-amān). Aquest estipulava que tots els habitants del beilicat de Tunis eren iguals davant la llei i davant l'impost, imposava la llibertat de culte i de comerç i, sobretot, donava als estrangers el dret d'accedir a la propietat i d'exercir totes les professions. Aquest pacte suprimia, de facto, l'estatus de dhimmí per als no musulmans que vivien a Tunísia.